# 馬場あき子
馬場 あき子（ばば あきこ、1928年（昭和3年）1月28日 - ）は、日本の歌人、評論家、能作家、教育者。勲等は旭日中綬章。歌誌かりん主宰（短歌結社：歌林の会）、日本芸術院会員、文化功労者。本名は岩田 暁子（いわた あきこ）。かつての本名は馬場 暁子（ばば あきこ）。
小学生時代に韻文の面白さに目覚め、『古今集』や『平家物語』の韻律に強く心を揺さぶられた。1948年に日本女子専門学校（現昭和女子大学）国文科卒業後、中学、高校で教鞭をとった。
窪田章一郎に師事し、その主宰誌「まひる野」に入会。1977年、歌作と著述に専念するために教職を辞した。翌年には歌誌「かりん」を創刊。歴史の裏側に追いやられてきた、紡ぎ、包丁を持つことに象徴される「女手」の意味を掘り返し、そこに思想の根元と創作の動機を見据えようとした。歌集に『早笛』（1955年）、『飛種』（1997年）など。能の舞手であり、その方面への造詣も深い。評論に『式子内親王』（1969年）、『鬼の研究』（1971年）などがある。

## 人物
歌人および文芸評論家で、短歌結社「かりん（歌林の会）」を主宰する。岩手日報「日報文芸」、新潟日報読者文芸選者も務める。古典や能に対する造詣が深く、喜多実に入門、新作能の制作も行っている。また、『鬼の研究』など民俗学にも深い知識を持つ。日本芸術院会員に選任され、文化功労者として顕彰された。
朝日歌壇の選者を47年間にわたって務め、2025年3月末に「元気なうちに退きたい」との意向により退任した。
門下には梅内美華子、坂井修一、米川千嘉子、今野寿美、日高堯子、松村由利子、日置俊次など多くの歌人がいる。

## 来歴

### 生い立ち
東京府出身、日本女子専門学校（現・昭和女子大学）国文科卒業。1947年（昭和22年）、「まひる野」に入会し、窪田章一郎に師事。喜多流宗家に入門。1948年（昭和23年）、この年より東京都の中学・高校の教師を務める。

### 歌人として
1955年（昭和30年）、第一歌集『早笛』を刊行。古典、とりわけ能への造詣が深く独特な歌風を拓き、以後『地下にともる灯』（1959年）、『無限花序』（1969年）、『飛花抄』（1972年）を刊行。1959年（昭和34年）より翌年にかけて、教職員組合の婦人部長として、安保闘争のデモ等に参加。岸上大作らとの関わりを持つ。1971年（昭和46年）、評論『鬼の研究』を出版。1977年（昭和52年）、教員生活を終え「まひる野」を退会。歌誌『かりん』を創刊。以後、『朝日新聞』歌壇選者、NHK市民大学、NHKラジオ・テレビ趣味講座などで活躍。1998年（平成10年）、『馬場あき子全集』（三一書房）完結。

### 能作家として
1995年（平成7年）、新作能「晶子みだれ髪」を上演。1997年（平成9年）、新作能「額田王」を初演。2004年（平成16年）、新作能「小野浮船（おののうきふね）」を初演。
2017年（平成29年）、新作能「利休」を上演。

## 家族・親族
夫は歌人の岩田正。

## 賞歴
- 1977年（昭和52年）- 『桜花伝承』で第2回現代短歌女流賞受賞[5]。
- 1985年（昭和60年）- 第14回川崎市文化賞受賞。
- 1986年（昭和61年）- 『葡萄唐草』で第20回迢空賞受賞[1]。
- 1989年（平成元年）- 『月華の節』で第4回詩歌文学館賞受賞[1]。
- 1994年（平成6年） - 『阿古父』で第45回読売文学賞受賞。
- 1997年（平成9年） - 『飛種』で第8回斎藤茂吉短歌文学賞受賞[9]。『飛種』、『馬場あき子全集』で毎日芸術賞受賞[1]。
- 2000年（平成12年）- 長年にわたる作歌、著述活動、そして伝承文化継承にかかわる業績により朝日賞受賞[1][10]。
- 2002年（平成14年）- 『世紀』で第25回現代短歌大賞受賞[11]。
- 2003年（平成15年） - 日本芸術院賞受賞[12]。
- 2007年（平成19年）- 『歌説話の世界』で第17回紫式部文学賞受賞[13]。
- 2011年（平成23年）- 『歌よみの眼』『能・よみがえる情念』を中心とした業績で第2回日本歌人クラブ大賞受賞[14]。
- 2012年（平成24年）- 『鶴かへらず』で第10回前川佐美雄賞受賞[15]。

## 栄典
- 1994年（平成6年） - 紫綬褒章を受章[1]。
- 2019年（令和元年）- 文化功労者[16][17]。
- 2021年（令和3年） - 春の叙勲で旭日中綬章受章[18][19]。
- 2022年6月 - 兵庫県小野市議会が、小野市名誉市民に決定（小野市短歌フォーラム、および小野市詩歌文学賞に対する長年の貢献に対して）[20]。

## 作品リスト

### 歌集
- 早笛  まひる野会, 1955. まひる野叢書
- 地下にともる灯 馬場あき子歌集 新星書房, 1959. まひる野叢書
- 無限花序 馬場あき子歌集 新星書房, 1969.
- 飛花抄 新星書房, 1972. まひる野叢書
- 『桜花伝承』牧羊社, 1977（現代短歌女流賞・昭52）
- 馬場あき子歌集 国文社〈現代歌人文庫〉, 1978.4.
- 雪鬼華麗 馬場あき子歌集 牧羊社, 1980.6. かりん叢書
- うつぎ丘陵 馬場あき子歌集 沖積舎, 1982.6.
- 『晩花』短歌新聞社, 1985.6. 昭和歌人集成（ミューズ女流賞・昭61）
- 『葡萄唐草』立風書房, 1985.11　のち短歌新聞社文庫（迢空賞・昭61）
- 雪木 歌集 角川書店, 1987.7.
- 馬場あき子歌集 短歌研究社〈短歌研究文庫〉, 1987.1.
- 『月華の節』立風書房, 1988.12（詩歌文学館賞・1989）
- 南島 馬場あき子歌集 雁書館, 1991.11
- 『阿古父』砂子屋書房, 1993.10. かりん百番（読売文学賞・1994）
- 暁すばる 馬場あき子歌集 短歌新聞社, 1995.9. 現代女流短歌全集
- 『飛種』短歌研究社, 1996.3.（斎藤茂吉短歌文学賞・1997）
- 青椿抄 馬場あき子歌集 砂子屋書房, 1997.4. かりん叢書
- 馬場あき子百歌 歌林の会 編著. 三一書房, 1998.5.
- 青い夜のことば 馬場あき子歌集 雁書館, 1999.11. かりん叢書
- 飛天の道 馬場あき子歌集 砂子屋書房, 2000.9. かりん叢書
- 世紀 馬場あき子歌集 梧葉出版, 2001.12. かりん叢書
- 九花 馬場あき子歌集 砂子屋書房, 2003.12. かりん叢書
- 馬場あき子歌集 続 短歌研究社〈短歌研究文庫〉, 2004.3.
- 太鼓の空間 馬場あき子歌集 砂子屋書房, 2008.12. 新かりん百番
- 鶴かへらず 馬場あき子歌集 角川書店〈角川短歌叢書〉, 2011.9. かりん叢書
- 舟のやうな葉 馬場あき子歌集 短歌新聞社, 2011.11. 新現代歌人叢書
- あかゑあをゑ 歌集 本阿弥書店,2013.11. かりん叢書
- 記憶の森の時間 歌集 KADOKAWA,2015.3. かりん叢書
- 渾沌の鬱 馬場あき子歌集 砂子屋書房, 2016年10月 新かりん百番
- あさげゆふげ 馬場あき子歌集 短歌研究社, 2018年11月 かりん叢書

### 全集
- 『馬場あき子全集』全13巻　三一書房、1995-98（毎日芸術賞・1997）
- 『馬場あき子全歌集』角川書店、2021.9.

### 評論
- 式子内親王 紀伊国屋新書, 1969. のち講談社文庫 / ちくま学芸文庫
- 鬼の研究 三一書房, 1971. のち角川文庫 / ちくま文庫
- 大姫考 薄命のエロス 大和書房〈大和選書〉, 1972.
- 穢土の夕映え 発心往生論 芸術生活社, 1974.
- 遊狂の花 大和書房, 1974.
- 修羅と艶 能の深層美 講談社, 1975.
- 古典への漂遊 読売新聞社, 1977.10.
- 百人一首  平凡社〈カラー新書〉, 1977.12.
- 日本女歌伝 角川書店, 1978.10.
- 古典への飛翔 読売新聞社, 1979.6.
- 世捨て奇譚 発心往生論 角川選書, 1979.2.
- 歌枕をたずねて 角川選書. 1981.2.
- 与謝野晶子の秀歌 短歌新聞社〈現代短歌鑑賞シリーズ〉, 1981.1.
- 和泉式部 美術公論社, 1982.9. のち河出文庫
- きもの随想 織と染 美術公論社, 1982.10.
- 歌への招待 日本放送出版協会, 1983.10. NHK市民大学
- 歌と花 わが心の風景 白水社, 1983.11.
- 古典余情 読売新聞社, 1983.12.
- 風姿花伝 岩波書店, 1984.11. 古典を読む　のち同時代ライブラリー / 岩波現代文庫
- 短歌への招待 読売新聞社, 1987.12.
- 馬場あき子の謡曲集 集英社〈わたしの古典〉, 1987.5. 　のち文庫
- 季節のことば 講談社, 1988.6.
- 短歌その形と心 NHK短歌入門 日本放送出版協会, 1990.5
- かく咲きたらば 朝日新聞社, 1992.6.
- 短歌セミナー 短歌新聞社, 1993.9.
- 現代短歌に架ける橋 馬場あき子歌人論集 雁書館〈雁叢書〉, 1994.10.
- 古典往還 読売新聞社, 1994.11.
- 源氏物語と能：雅びから幽玄の世界へ 堀上謙 写真. 婦人画報社, 1995.12.
- 歌の彩事記 読売新聞社, 1996.11.
- 閑吟集を読む 弥生書房, 1996.3.
- 女歌の系譜 朝日選書, 1997.4.
- はるかな父へ うたの歳時記 小学館, 1999.7.
- 最新うたことば辞林 作品社, 2001.2.
- 能の四季 堀上謙 写真 たちばな出版, 2001.9.
- 男うた女うた. 女性歌人篇 中公新書, 2003.10.
- 掌編源氏物語 潮出版社, 2004.3. / 潮文庫, 2024.3.
- 花のうた紀行 新書館, 2004.11.
- 歌説話の世界 講談社, 2006.4.
- ゆふがほの家 不識書院, 2006.10.
- 黒川能の里：庄内にいだかれて（大石芳野写真） 清流出版, 2008.2.
- 読んで愉しむ能の世界 淡交社, 2009.3.
- 歌よみの眼 日本放送出版協会, 2010.1.
- 能・よみがえる情念：能を読む 檜書店〈ひのき能楽ライブラリー〉, 2010.2.
- 日本の恋の歌：貴公子たちの恋 角川学芸出版, 2013.3.
- 日本の恋の歌：恋する黒髪 角川学芸出版, 2013.3.
- 馬場あき子の「百人一首」 NHK出版, 2016.10.

### 新作能
- 「晶子みだれ髪」
- 「額田王」
- 「小野浮舟」

### 共編著
- 短歌のすすめ 現代に生きる不滅の民衆詩 大野誠夫,佐佐木幸綱共編, 有斐閣選書, 1975.
- 花と余情 能の世界 吉越立雄写真, 淡交社〈淡交選書〉, 1975.
- 歴史のヒロインたち 永井路子共編, 光風社書店, 1975.
- 「方丈記」を読む 松田修共著, 講談社, 1980.6. のち講談社学術文庫
- 日本名歌小事典 日本人の心のふるさと 編. 三省堂, 1984.6.
- 秘宝三十六歌仙の流転 絵巻切断 NHK取材班共著, 日本放送出版協会, 1984.4.
- 和歌の読みかた 米川千嘉子共著, 岩波ジュニア新書, 1988.6.
- 絵と物語の交響：絵巻の世界 宮次男共編, ぎょうせい〈日本美を語る〉, 1989.11.
- 新古今和歌集・山家集・金槐和歌集 佐藤恒雄共著, 新潮社〈新潮古典文学アルバム〉, 1990.9.
- 能 華の風姿 堀上謙共著. 三一書房, 1990.7.
- 韻律から短歌の本質を問う 編. 岩波書店, 1999.6. 短歌と日本人
- 歌ことば歌枕大辞典 久保田淳共編. 角川書店, 1999.5.
- 現代秀歌百人一首 篠弘共編著. 実業之日本社, 2000.11.
- 恋うたの現在 日本近代文学館編 中村稔共責任編集. 角川学芸出版, 2006.5.
- 「かりん」三十年史 編. 歌林の会, 2008.5.
- 馬場あき子と読む鴨長明無名抄 （花山多佳子,栗木京子,水原紫苑,米川千嘉子,松平盟子,小島ゆかり,川野里子,桜川冴子,石井照子共著）, 短歌研究社, 2011.1.
- 新・百人一首：近現代短歌ベスト100 （岡井隆・馬場あき子・永田和宏・穂村弘選）, 文藝春秋〈文春新書〉, 2013.3. ISBN 9784166609093
- 流転の歌人柳原白蓮：紡がれた短歌とその生涯（NHK編、林真理子・東直子・宮崎蕗苳）, NHK出版, 2014.8.
- 花をめぐる物語 （安西篤子・太田治子・尾崎左永子・小池昌代・星野椿）, かまくら春秋社, 2015.10.
- 寂しさが歌の源だから：穂村弘が聞く馬場あき子の波瀾万丈　角川文化振興財団（発売：KADOKAWA）, 2016.6
- 馬場あき子新百歌 歌林の会編著, NHK出版, 2018.5.
- もう一度楽しむ能 友枝真也共著,  淡交社, 2021.3.